# サウス・アフリカン・カレッジ
サウス・アフリカン・カレッジ（South African College）は、南アフリカのケープタウンにある教育機関。1829年の設置の後、ケープタウン大学（UCT）と南アフリカ大学学校（SACS、South African College Schools）に発展した。

## 歴史
サウス・アフリカン・カレッジ設立への第一歩は、1791年にオランダのコミッショナー、ジェイコブ・アブラハム・ウイテンハゲ・デ・ミスト（Jacob Abraham Uitenhage de Mist）がケープの学校を改善するための資金を要求したのが始まりである。イギリス人がケープ植民地の支配権を獲得したとき、最初の知事であるチャールズ・ヘンリー・サマセット（Lord Charles Henry Somerset）の下で、デ・ミストが南アフリカの大学を設立するために取っておいたお金が認可された。

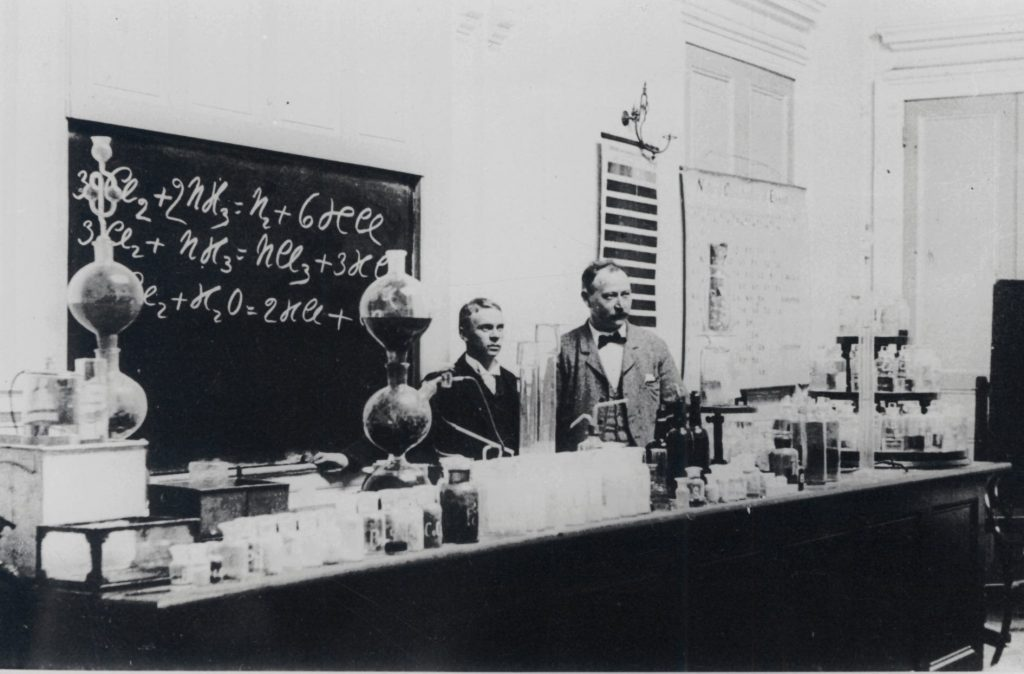
講義を行うP・D・ハーン（Hahn）教授（向かって右）

1829年10月1日、設立委員会がグルーテ・ケルク（Groote Kerk, Cape Town）に集まり、学校の資金や宿泊施設について話し合った。学校は同年に開校。外交官エドムンド・ロバーツは1833年に大学を訪れ、裕福な若い男性だけが学校に通い、クラスは英語とオランダ語の両方で行われていたと述べた。 学校の元の所在地はロングストリートのウィーシュイス（Weeshuis）にあり、1841年にケープタウンのガーデン地区（Gardens, Cape Town）にあるケープタウン大学（略してUCT）のヒディン（Hiddingh）キャンパスに移転した。
1874年、下級生と上級生を分離することが決定され、南アフリカ大学は、ケープタウン大学となったカレッジと、南アフリカ大学学校に分離された。